# Rangifer tarandus platyrhynchus
Sous-espèce
Rangifer tarandus platyrhynchus, le Renne du Spitzberg ou Renne de Svalbard, est la plus petites des neuf sous-espèces de renne. Elle habite dans l'archipel du  Svalbard, principalement sur l'île du Spitzberg, au nord de la Norvège.
Certains scientifiques soupçonnent qu'il ait migré depuis longtemps en provenance d'Eurasie, d'autres pensent qu'il serait un très proche parent de la sous-espèce éteinte Rangifer tarandus eogroenlandicus, et qu'il pourrait être originaire du Groenland.

## Description
Le Renne de Svalbard diffère des autres sous-espèces de rennes par son anatomie et son comportement. Les jambes sont courtes et fortes, le corps relativement faible et trapu, la tête compacte. À l'automne, il constitue une couche très épaisse de graisse pour passer les longs hivers pouvant durer jusqu'à neuf mois.
En moyenne platyrhynchus est plus petit et plus léger que ses parents des grands continents. Seul le Caribou de Peary, de l'île d'Ellesmere et ses environs lui ressemble assez fortement encore aujourd'hui.

## Écologie

### Alimentation
Habitant l'extrême Arctique, les plantes fourragères ne sont pas disponibles, son alimentation est à base de lichens et de mousses. En hiver, si le sol vient à être recouvert par des pluies verglaçantes d'une couche de glace, et si les animaux n'arrivent pas à gratter assez fort des sabots pour accéder à la végétation, la population peut être réduite en un hiver jusqu'à 80 %. Des animaux qui vivent sur les côtes consomment parfois du varech dans ces cas-là.

### Parasites
Par ordre de prévalence, cette sous-espèce est la cible des nématodes suivants : Marshallagia marshalli, Ostertagia grühneri, Skrjabinagia lyrata, Teladorsagia circumcincta, Ostertagia occidentalis et Ostertagia trifurcata.

## Répartition et habitat
Ce renne est très limité dans ses mouvements par de longs fjords, de hautes chaînes de montagnes et autres glaciers, des populations étant même isolées les unes des autres par la topographie. Les migrations d'hiver et d'été se limitent dans quelques vallées, dans lesquelles ils sont généralement nés.